# Communauté de communes Loire Layon Aubance
Die Communauté de communes Loire Layon Aubance ist ein französischer Gemeindeverband mit der Rechtsform einer Communauté de communes im Département Maine-et-Loire in der Region Pays de la Loire. Sie wurde am 16. Dezember 2016 gegründet und umfasst 19 Gemeinden. Der Verwaltungssitz befindet sich im Ort Saint-Georges-sur-Loire.

## Historische Entwicklung
Der Gemeindeverband entstand mit Wirkung vom 1. Januar 2017 durch die Fusion der Vorgängerorganisationen
- Communauté de communes des Coteaux du Layon,
- Communauté de communes Loire Aubance sowie
- Communauté de communes Loire-Layon

unter gleichzeitiger Bildung der Communes nouvelles
- Brissac Loire Aubance
- Les Garennes sur Loire und
- Terranjou.

## Mitgliedsgemeinden
| Gemeinde                                   | Einwohner 1. Januar 2022 | Fläche km² | Dichte Einw./km² | Code INSEE | Postleitzahl |
| ------------------------------------------ | ------------------------ | ---------- | ---------------- | ---------- | ------------ |
| Aubigné-sur-Layon                          | 349                      | 5,32       | 66               | 49012      | 49540        |
| Beaulieu-sur-Layon                         | 1.346                    | 12,78      | 105              | 49022      | 49750        |
| Bellevigne-en-Layon                        | 5.874                    | 94,37      | 62               | 49345      | 49380, 49750 |
| Blaison-Saint-Sulpice                      | 1.317                    | 24,35      | 54               | 49029      | 49320        |
| Brissac Loire Aubance                      | 11.000                   | 120,89     | 91               | 49050      | 49250, 49320 |
| Chalonnes-sur-Loire                        | 6.541                    | 38,56      | 170              | 49063      | 49290        |
| Champtocé-sur-Loire                        | 1.837                    | 36,76      | 50               | 49068      | 49123        |
| Chaudefonds-sur-Layon                      | 941                      | 14,77      | 64               | 49082      | 49290        |
| Denée                                      | 1.448                    | 15,60      | 93               | 49120      | 49190        |
| La Possonnière                             | 2.478                    | 18,36      | 135              | 49247      | 49170        |
| Les Garennes sur Loire                     | 4.670                    | 25,25      | 185              | 49167      | 49610        |
| Mozé-sur-Louet                             | 2.033                    | 25,53      | 80               | 49222      | 49610        |
| Rochefort-sur-Loire                        | 2.332                    | 27,80      | 84               | 49259      | 49190        |
| Saint-Georges-sur-Loire                    | 3.787                    | 33,36      | 114              | 49283      | 49170        |
| Saint-Germain-des-Prés                     | 1.396                    | 19,76      | 71               | 49284      | 49170        |
| Saint-Jean-de-la-Croix                     | 225                      | 1,83       | 123              | 49288      | 49130        |
| Saint-Melaine-sur-Aubance                  | 2.209                    | 5,11       | 432              | 49308      | 49610        |
| Terranjou                                  | 3.885                    | 57,05      | 68               | 49086      | 49380, 49540 |
| Val-du-Layon                               | 3.508                    | 29,63      | 118              | 49292      | 49190, 49750 |
| Communauté de communes Loire Layon Aubance | 57.176                   | 607,08     | 94               | –          | –            |